# Sitio arqueológico de Beidha
Beidha (en árabe: البيضا‎ al-baīḍā, «la blanca»), a veces Bayda, es un sitio arqueológico del Neolítico ubicado a unos tres kilómetros al norte de la ciudad jordana de Petra, próxima al también sitio arqueológico de Siq al-Barid. Está incluido en la lista de sitios Patrimonio Mundial de la Humanidad desde 1985, dentro del dossier de Petra.
Desde 1957 (campaña dirigida por la arqueóloga británica Diana Kirkbride) a 1983 (campaña de Brian Byrd) diversas campañas arqueológicas permitieron determinar por lo menos tres periodos de ocupación en la formación del tell: Una del periodo Natufiense datado en el XI milenio a. C., un segundo en el Neolítico precerámico B (VII milenio a. C. y un tercero en el periodo Nabateo, ya entre el siglo I a. C.  y el siglo I d. C.
En el periodo de ocupación neolítico natufiense se descubrieron piedras talladas en torno a restos de hogueras relacionadas con habitantes fundamentalmente cazadores. La segunda fase ya testimonia presencia de cierto tipo de hogares más estables, con obra de piedra irregular y argamasa de forma circular, utilizando techumbre de pieles y material lígneo, con evidencias de cría de ganado y el hallazgo de sepulturas descubiertas en una zona reservada al culto ritual. Destruida por un incendio, fue reconstruida con edificaciones rectangulares que dieron cobijo a una población de mayor crecimiento demográfico. Existen las ruinas de una construcción que se ha identificado con un templo dedicado a un rito preabrahámico, sin imágenes grabadas. También se han hallado muchos materiales venidos de lejos, como obsidiana de Anatolia o nácar del Mar Rojo.
El estrato nabateo muestra una ocupación por una serie de muros que rodean parcelas de cultivo.
En 2014 se puso en marcha el denominado Proyecto Islámico Beidha, con la arqueóloga italiana Micaela Sinibaldi como directora, para llevar a cabo excavaciones, encuestas, proyectos de conservación y mejorar la participación de la comunidad en Beidha.